# Іллі (Нио)
І́ллі (ест. Illi küla) — село в Естонії, у волості Нио повіту Тартумаа.

## Населення
Чисельність населення на 31 грудня 2011 року становила 172 особи.